# Analysens paradox
Analysens paradox eller analysparadoxen är en paradox i den analytiska filosofin som uppmärksammar att en filosofisk begreppsanalys inte kan vara både korrekt och icke-trivial samtidigt. Om analysans (vad analysen kommer fram till) och analysandum (vad som analyseras) har samma mening är analysen trivial – den säger endast det språkanvändaren redan visste. Är analysen informativ, det vill säga om den säger något vi inte visste på förhand, har analysans och analysandum inte samma mening. Men i det fallet är analysen inte korrekt, eftersom syftet med analysen var att utreda meningen hos analysandum. Detta kan tolkas som att olika betydelser av "mening" behöver urskiljas i sådana sammanhang.
G.E. Moore en av den analytiska filosofins förgrundsgestalter, menar att vi kan avgöra om en begreppsanalys är korrekt genom att se till common usage, vanlig användning av orden. Problemet som infinner sig då är att bestämma vad som är vanligt språkbruk – detta har förblivit olöst i den analytiska filosofin.[källa behövs]

### Fotnoter
1. ↑  Filosofilexikonet, uppslagsord:"paradox/antinomi", avsnitt: "analysparadoxen".